# Portico Quartet
Portico Quartet (2014–2017 Portico) ist eine britische Band, die Jazz mit elektronischer Musik verbindet.

## Geschichte
Portico Quartet wurde 2005 in London gegründet. Am Anfang der Bandgeschichte kombinierte sie Elemente des Contemporary Jazz, ethnischer Musik (vor allem durch den Einsatz eines Hangs) und des Minimalismus. Für ihr Debütalbum Knee-Deep in the North Sea wurde die Band 2008 für den Mercury Music Prize nominiert.
2011 verließ Gründungsmitglied Nick Mulvey die Band. 2013 verließ auch sein Nachfolger Keir Vine die Band, womit sie ihr damaliges Wahrzeichen verlor – das Hang. Der Bandname wurde kurz darauf in Portico geändert und das Trio unterschrieb einen Vertrag beim renommierten Independent-Label Ninja Tune. 
Ihre Musik, die bereits in der Vergangenheit zusehends elektronischer wurde, unterscheidet sich nun auf dem ersten Ninja-Tune-Album Living Fields deutlich von den Vorgängeralben. Mit dem Album Art in the Age of Automation kehrte die Band zur alten Quartett-Besetzung zurück; auch ihre Musik näherte sich wieder dem Klang der ersten Alben.
Sämtliche Albumcover, das Artwork und Grafikdesign der Gruppe stammen vom Schlagzeuger Bellamy, der einen Abschluss in bildender Kunst an der Universität Central Saint Martins in London hat.
Im Verlauf einer Werkschau von Gondwana Records, dem unabhängigen Label aus Manchester, war in der Elbphilharmonie das Portico Quartet im März 2024 zu Gast. In der Ankündigung steht: „….sie haben ihren eigenen, einzigartigen, cineastischen Sound geschaffen. Von ihrem Durchbruch 2007 mit »Knee-Deep in the North Sea« bis hin zu »Memory Streams« im Jahr 2019 widersetzen sie sich weiterhin jeder Kategorisierung. Beim Auftritt in erweiterter Besetzung mit einem Streichquartett präsentiert die Band mit „Terrain“ ein genreübergreifendes Meisterwerk, das sich langsam über drei Sätze entfaltet…“

## Diskografie
- 2007: Knee-Deep in the North Sea (Real World Records)
- 2010: Isla (Real World Records)
- 2012: Portico Quartet (Real World Records)
- 2013: Live/Remix (Real World Records)
- 2015: Living Fields (als Portico; Ninja Tune)
- 2017: Art in the Age of Automation (Gondwana Records)
- 2018: Untitled (AITAOA #2) (Gondwana Records)
- 2019: Memory Streams (Gondwana Records)
- 2021: Terrain (Gondwana Records)
- 2021: Monument (Gondwana Records)